# Efeito do falso consenso
Na psicologia, o viés de falso consenso, também conhecido como viés de consenso ou efeito do falso consenso é um tipo atribucional de viés cognitivo que faz com que as pessoas "vejam suas próprias escolhas e julgamentos como relativamente comuns e apropriados às circunstâncias existentes".  Em outras palavras, elas assumem que suas qualidades pessoais, características, opiniões, preferências, crenças, valores e hábitos são normais e relativamente difundidos na população em geral. Esse viés cognitivo tende a levar à percepção de uma maioria ou um consenso que não existem, um "falso consenso".
Esse falso consenso é significativo porque aumenta ou diminui a auto-estima, o efeito de superconfiança ou a crença de que todos conhecem o próprio conhecimento de alguém. Ele é considerado um viés egocêntrico, relacionando-se aos termos "atribuição egocêntrica" e "projeção atributiva". Pode também ser derivado de um desejo de se conformar e ser apreciado por outros em um ambiente social. Esse viés é especialmente prevalente em contextos de grupo, onde se pensa que a opinião coletiva de seu próprio grupo corresponde à da população maior. Como os membros de um grupo alcançam um consenso e raramente encontram aqueles que o contestam, eles tendem a acreditar que todos pensam da mesma maneira. O efeito de falso consenso não se restringe aos casos em que as pessoas acreditam que seus valores são compartilhados pela maioria, mas ainda se manifesta como uma superestimação da extensão de sua crença.
Além disso, quando confrontadas com evidências de que não existe consenso, as pessoas geralmente assumem que aqueles que não concordam com elas estão em defeito de alguma forma. Não há uma causa única para esse viés cognitivo; o egocentrismo, a heurística de disponibilidade, o viés de autoconveniência e o realismo ingênuo foram sugeridos como fatores subjacentes pelo menos parciais. A manutenção desse viés cognitivo pode estar relacionada à tendência de tomar decisões com relativamente pouca informação. Quando confrontados com a incerteza e uma amostra limitada da qual tomar decisões, as pessoas geralmente "projetam-se" na situação. Quando esse conhecimento pessoal é usado como entrada para fazer generalizações, muitas vezes resulta no falso senso de fazer parte da maioria.   
O efeito de falso consenso pode ser contrastado com a ignorância pluralista, um erro no qual as pessoas desaprovam privadamente, mas apoiam publicamente o que parece ser a visão majoritária (ver abaixo).

## Contrastado com ignorância pluralista
O efeito de falso consenso pode ser contrastado com a ignorância pluralista, um erro no qual as pessoas desaprovam em particular, mas apoiam publicamente o que parece ser a visão da maioria (em relação a uma norma ou crença), quando a maioria de fato compartilha sua desaprovação (privada). Enquanto o efeito de falso consenso leva as pessoas a acreditarem erroneamente que a maioria concorda com elas (quando a maioria, de fato, discorda abertamente delas), o efeito da ignorância pluralista leva as pessoas a acreditarem erroneamente que discordam da maioria (quando a maioria de fato, secretamente concorda com elas). A ignorância pluralista pode, por exemplo, levar um aluno a se envolver em uma bebedeira por causa da crença equivocada de que a maioria dos outros alunos aprova isso, enquanto na realidade a maioria dos outros alunos desaprova, mas se comporta da mesma maneira porque compartilha o mesmo erro (mas coletivamente auto-sustentável). Em um exemplo paralelo do efeito de falso consenso, um estudante que gosta de beber compulsivamente acreditaria que a maioria também gosta, enquanto na realidade a maioria dos outros não gosta e o diz abertamente.

## Principais abordagens teóricas
O viés de falso consenso pode ser traçado até a duas teorias paralelas da percepção social, "o estudo de como formamos impressões e fazemos inferências sobre outras pessoas". A primeira é a ideia da comparação social. A principal alegação da teoria da comparação social de Leon Festinger (1954) era que os indivíduos avaliavam seus pensamentos e atitudes com base em outras pessoas. Isso pode ser motivado pelo desejo de confirmação e pela necessidade de se sentir bem consigo mesmo. Como uma extensão dessa teoria, as pessoas podem usar outras como fontes de informação para definir a realidade social e orientar o comportamento. Isso é chamado de influência social informacional. O problema, porém, é que as pessoas geralmente são incapazes de perceber com precisão a norma social e as atitudes reais dos outros. Em outras palavras, a pesquisa mostrou que as pessoas são "psicólogos intuitivos" surpreendentemente pobres e que nossos julgamentos sociais geralmente são imprecisos. Essa descoberta ajudou a lançar as bases para uma compreensão do processamento tendencioso e da percepção social imprecisa. O efeito de falso consenso é apenas um exemplo dessa imprecisão.
A segunda teoria influente é a projeção, a ideia de que as pessoas projetam suas próprias atitudes e crenças nos outros. Essa ideia de projeção não é um conceito novo. De fato, isso pode ser encontrado no trabalho de Sigmund Freud sobre o mecanismo de defesa da projeção, no trabalho de D. S. Holmes sobre "projeção atributiva" (1968) e no trabalho de Gustav Ichheisser sobre percepção social (1970). D. S. Holmes, por exemplo, descreveu a projeção social como o processo pelo qual as pessoas "tentam validar suas crenças projetando suas próprias características em outros indivíduos".
Aqui é possível estabelecer uma conexão entre as duas teorias declaradas de comparação e projeção social. Primeiro, como a teoria da comparação social explica, os indivíduos constantemente olham para os colegas como um grupo de referência e são motivados a fazê-lo, a fim de buscar confirmação de suas próprias atitudes e crenças. Porém, para garantir a confirmação e uma auto-estima mais alta, um indivíduo pode inconscientemente projetar suas próprias crenças nos outros (os alvos de suas comparações). Esse resultado final é o efeito de falso consenso. Para resumir, o efeito de falso consenso pode ser visto como decorrente da teoria da comparação social e do conceito de projeção.
O efeito de falso consenso, como definido por Ross, Greene e House em 1977, veio a culminar com muitas teorias relacionadas que o precederam. Em sua bem conhecida série de quatro estudos, Ross e colaboradores levantaram a hipótese e depois demonstraram que as pessoas tendem a superestimar a popularidade de suas próprias crenças e preferências. Em cada um dos estudos, foi solicitado aos sujeitos ou "avaliadores" que escolhessem uma das poucas respostas mutuamente exclusivas. Eles previam a popularidade de cada uma de suas escolhas entre outros participantes, chamados de "atores". Para dar um passo adiante, Ross e colaboradores também propuseram e testaram um viés relacionado em inferências sociais: eles descobriram que os avaliadores de um experimento estimaram que sua própria resposta era não apenas comum, mas também não muito reveladora das "disposições pessoais distinguidoras" dos atores. Por outro lado, respostas alternativas ou opostas foram percebidas como muito mais reveladoras dos atores como pessoas. Em geral, os avaliadores fizeram mais "previsões extremas" sobre as personalidades dos atores que não compartilhavam da preferência dos avaliadores. De fato, os avaliadores podem até ter pensado que havia algo errado com as pessoas expressando a resposta alternativa.
Nos dez anos após o influente estudo de Ross et al., foram publicados cerca de 50 artigos com dados sobre o efeito de falso consenso. Abordagens teóricas também foram expandidas. As perspectivas teóricas desta época podem ser divididas em quatro categorias: (a) exposição seletiva e disponibilidade cognitiva, (b) saliência e foco de atenção, (c) processamento lógico de informações e (d) processos motivacionais. Em geral, os pesquisadores e encarregados do desenho dessas teorias acreditam que não existe uma única resposta correta. Em vez disso, eles admitem que há sobreposição entre as teorias e que o efeito de falso consenso é provavelmente devido a uma combinação desses fatores.

### Exposição seletiva e disponibilidade cognitiva
Essa teoria está intimamente ligada à heurística de disponibilidade, que sugere que as percepções de similaridade (ou diferença) são afetadas pela facilidade com que essas características podem ser recuperadas da memória. E como se poderia esperar, as semelhanças entre si e os outros são mais facilmente lembradas do que as diferenças. Isso ocorre em parte porque as pessoas geralmente se associam com pessoas semelhantes a elas mesmas. Essa exposição selecionada a pessoas semelhantes pode influenciar ou restringir a "amostra de informações sobre a verdadeira diversidade de opiniões no ambiente social mais amplo". Como resultado da exposição seletiva e heurística de disponibilidade, é natural que as semelhanças prevaleçam nos pensamentos.
Botvin et al. (1992) fizeram um estudo popular sobre os efeitos do viés de falso consenso entre uma comunidade específica de adolescentes, em um esforço para determinar se os estudantes apresentam um nível mais alto de efeito de falso consenso entre seus pares diretos, em oposição à sociedade em geral. Os participantes deste experimento foram 203 estudantes universitários com idades entre 18 e 25 anos (com idade média de 18,5 anos). Os participantes receberam um questionário e foram solicitados a responder perguntas sobre uma variedade de tópicos sociais. Para cada tópico social, foi solicitado que respondessem como se sentiam sobre o tópico e estimassem a porcentagem de colegas que concordariam com eles. Os resultados determinaram que o efeito de falso consenso foi extremamente prevalente quando os participantes estavam descrevendo o restante de sua comunidade universitária; dos vinte tópicos considerados, dezesseis deles demonstraram proeminentemente o efeito de falso consenso. Os altos níveis de efeito de falso consenso observados neste estudo podem ser atribuídos ao grupo estudado; como foi pedido aos participantes que se comparassem a um grupo de colegas com quem eles estavam constantemente (e que viam como muito semelhantes a eles mesmos), os níveis de efeito de falso consenso aumentaram.

### Saliência e foco de atenção
Essa teoria sugere que, quando um indivíduo se concentra apenas em sua própria posição preferida, é mais provável que superestime sua popularidade, sendo vítima do efeito de falso consenso. Isso ocorre porque essa posição é a única em sua consciência imediata. A execução de uma ação que promova a posição a tornará mais saliente e poderá aumentar o efeito de falso consenso. Se, no entanto, mais posições forem apresentadas ao indivíduo, o grau do efeito de falso consenso poderá diminuir significativamente.

### Processamento lógico de informação
Essa teoria assume que o pensamento ativo e aparentemente racional está subjacente às estimativas de similaridade de um indivíduo entre outras. Isso se manifesta nas atribuições causais de alguém. Por exemplo, se um indivíduo faz uma atribuição externa à sua crença, provavelmente verá sua experiência da coisa em questão apenas como uma questão de experiência objetiva. Por exemplo, alguns cinéfilos podem supor falsamente que a qualidade do filme é uma entidade puramente objetiva. Para explicar sua insatisfação, os espectadores podem dizer que foi simplesmente um filme ruim (uma atribuição externa). Com base nessa suposição (talvez errônea) de objetividade, parece racional ou "lógico" supor que todos os outros terão a mesma experiência; o consenso deve ser alto. Por outro lado, alguém na mesma situação que faz uma atribuição interna (talvez um aficionado por cinema que esteja ciente de seus padrões especialmente altos) perceberá a subjetividade da experiência e será levado à conclusão oposta; sua estimativa de consenso com sua experiência será muito menor. Embora eles resultem em dois resultados opostos, os dois caminhos de atribuição se baseiam em uma suposição inicial que leva a uma conclusão "lógica". Por essa lógica, então, pode-se dizer que o efeito de falso consenso é realmente um reflexo do erro fundamental de atribuição (especificamente o viés ator-observador), no qual as pessoas preferem atribuições externas/situacionais a internas/disposicionais para justificar suas comportamentos próprios.
Essa teoria assume que o pensamento ativo e aparentemente racional está subjacente às estimativas de similaridade de um indivíduo entre outras. Isso se manifesta nas atribuições causais de alguém. Por exemplo, se um indivíduo faz uma atribuição externa à sua crença, provavelmente verá sua experiência da coisa em questão apenas como uma questão de experiência objetiva. Por exemplo, alguns cinéfilos podem supor falsamente que a qualidade do filme é uma entidade puramente objetiva. Para explicar sua insatisfação, os espectadores podem dizer que foi simplesmente um filme ruim (uma atribuição externa). Com base nessa suposição (talvez errônea) de objetividade, parece racional ou "lógico" supor que todos os outros terão a mesma experiência; o consenso deve ser alto. Por outro lado, alguém na mesma situação que faz uma atribuição interna (talvez um aficionado por cinema que esteja ciente de seus padrões especialmente altos) perceberá a subjetividade da experiência e será levado à conclusão oposta; sua estimativa de consenso com sua experiência será muito menor. Embora eles resultem em dois resultados opostos, os dois caminhos de atribuição se baseiam em uma suposição inicial que leva a uma conclusão "lógica". Por essa lógica, então, pode-se dizer que o efeito de falso consenso é realmente um reflexo do erro fundamental de atribuição (especificamente o viés ator-observador), no qual as pessoas preferem atribuições externas/situacionais a internas/disposicionais para justificar suas comportamentos próprios.
Em um estudo realizado por Fox, Yinon e Mayraz, os pesquisadores estavam tentando determinar se os níveis do efeito de falso consenso mudavam ou não em diferentes faixas etárias. Para chegar a uma conclusão, era necessário que os pesquisadores dividissem seus participantes em quatro faixas etárias diferentes. Foram utilizados duzentos participantes e o sexo não foi considerado fator. Assim como no estudo anterior mencionado, este estudo utilizou um questionário como sua principal fonte de informação. Os resultados mostraram que o efeito de falso consenso foi extremamente prevalente em todos os grupos, mas foi o mais prevalente na faixa etária mais idosa (os participantes que foram rotulados como "residentes em idade avançada"). Eles mostraram o efeito de falso consenso em todas as 12 áreas sobre as quais foram questionados. O aumento do efeito de falso consenso observado na faixa etária mais velha pode ser creditado ao alto nível de raciocínio "lógico" deles por trás de suas decisões; a faixa etária mais idosa obviamente viveu mais tempo e, portanto, sente que pode projetar suas crenças em todas as faixas etárias devido a suas experiências e sabedoria passadas (aparentemente objetivas). Os grupos etários mais jovens não podem se relacionar logicamente com aqueles mais velhos que eles, porque não tiveram essa experiência e não pretendem conhecer essas verdades objetivas. Esses resultados demonstram uma tendência para os idosos confiarem mais nas atribuições situacionais (experiência de vida) do que nas atribuições internas.

### Processos motivacionais
Essa teoria enfatiza os benefícios do efeito de falso consenso: a percepção de maior validação social, suporte social e auto-estima. Também pode ser útil exagerar semelhanças em situações sociais para aumentar a simpatia. É possível que esses benefícios sirvam de reforço positivo para o pensamento de falso consenso.

## Relação com a psicologia da personalidade
Dentro do campo da psicologia da personalidade, o efeito de falso consenso não tem efeitos significativos. Isso ocorre porque o efeito de falso consenso depende muito do ambiente social e de como a pessoa interpreta esse ambiente. Em vez de examinar as atribuições situacionais, a psicologia da personalidade avalia uma pessoa com atribuições disposicionais, tornando o efeito de falso consenso relativamente irrelevante nesse domínio. Portanto, a personalidade de uma pessoa pode potencialmente afetar o grau em que ela depende do efeito de falso consenso, mas não a existência dessa característica. No entanto, isso não deve ser interpretado como um indivíduo sendo o único produto do ambiente social. Para que a característica "exista" na mente de um organismo, deve haver uma estrutura biológica que a sustente. Para que um organismo veja visivelmente a luz ultravioleta, ele deve ter genes (que dão origem à estrutura biológica) que lhes permite ver o ambiente externo. Como o cérebro é um sistema biológico, deve haver uma disposição biológica subjacente que, de maneira semelhante, permita que um indivíduo registre e interprete o ambiente social, gerando o efeito de falso consenso. O objetivo do cérebro é, afinal, extrair informações do ambiente e, consequentemente, gerar comportamento e regular a fisiologia. A distinção entre "inato" ou "aprendido" ou "natureza" versus "criação" não pode ignorar sua inter-relação: é necessária a interação de ambos.

## Crença em um futuro favorável
O conceito de efeito de falso consenso também pode ser estendido a previsões sobre os futuros outros. A crença em um futuro favorável é a crença de que outras pessoas futuras mudarão suas preferências e crenças em alinhamento com as suas próprias. A crença em um futuro favorável sugere que as pessoas superestimam até que ponto as outras pessoas concordarão com suas preferências e crenças ao longo do tempo.
Rogers, Moore e Norton (2017) descobriram que a crença em um futuro favorável é maior em magnitude do que o efeito de falso consenso por duas razões:
1. Baseia-se em outras pessoas cujas crenças não são diretamente observáveis, e
2. É focado em crenças futuras, o que dá a esses outros futuros tempo para "descobrir" a verdade e mudar suas crenças.

## Aplicações
O efeito de falso consenso é um viés de atribuição importante a ser levado em consideração ao conduzir negócios e nas interações sociais cotidianas. Essencialmente, as pessoas tendem a acreditar que a população em geral concorda com suas opiniões e julgamentos. Se essa crença é precisa, dá a elas uma sensação de mais segurança e garantia em suas decisões. Esse poderia ser um fenômeno importante a ser explorado ou evitado nas transações comerciais.
Por exemplo, se um homem duvidasse que ele quisesse comprar uma nova ferramenta, quebrar sua noção de que outros concordam com sua dúvida seria um passo importante para convencê-lo a comprá-la. Convencendo o cliente de que outras pessoas realmente desejam comprar o aparelho, o vendedor talvez possa fazer uma venda que ele não teria feito de outra maneira. Dessa maneira, o efeito de falso consenso está intimamente relacionado à conformidade, o efeito no qual um indivíduo é influenciado para corresponder às crenças ou comportamentos de um grupo. Existem duas diferenças entre o efeito de falso consenso e a conformidade: o mais importante é que a conformidade corresponde aos comportamentos, crenças ou atitudes de um grupo real, enquanto o efeito do falso consenso é perceber que outras pessoas compartilham seus comportamentos, crenças ou atitudes, se eles realmente fazem ou não. Fazer o cliente sentir que a opinião de outras pessoas (sociedade) é comprar o aparelho, fará com que ele se sinta mais confiante em relação à compra e faça com que ele acredite que outras pessoas teriam tomado a mesma decisão.
Da mesma forma, quaisquer elementos da sociedade afetados pela opinião pública - por exemplo, eleições, publicidade, publicidade - são muito influenciados pelo efeito de falso consenso. Isso ocorre parcialmente porque a maneira pela qual as pessoas desenvolvem suas percepções envolve "processos diferenciais de conscientização". Ou seja, enquanto algumas pessoas são motivadas a chegar a conclusões corretas, outras podem ser motivadas a chegar a conclusões preferidas. Os membros da última categoria experimentam com mais frequência o efeito de falso consenso, porque é provável que o sujeito procure ativamente por apoiadores com ideias semelhantes e pode desconsiderar ou ignorar a oposição.

## Incertezas
Há ambiguidade sobre várias facetas do efeito de falso consenso e de seu estudo. Em primeiro lugar, não está claro exatamente quais fatores desempenham o maior papel na força e na prevalência do efeito de falso consenso em indivíduos. Por exemplo, dois indivíduos no mesmo grupo e com posição social muito semelhante podem ter níveis muito diferentes de efeito de falso consenso, mas não está claro quais diferenças sociais, de personalidade ou perceptivas entre eles desempenham o maior papel em causar essa disparidade.[carece de fontes?]
Além disso, pode ser difícil obter dados precisos da pesquisa sobre o efeito de falso consenso (bem como outros vieses psicológicos) porque a busca por grupos consistentes e confiáveis a serem pesquisados (geralmente por um longo período de tempo) geralmente leva a grupos que pode ter uma dinâmica ligeiramente diferente daquela do "mundo real". Por exemplo, muitos dos estudos mencionados neste artigo examinaram estudantes universitários, que podem ter um nível especialmente alto de efeito de falso consenso, porque estão cercados por seus pares (e talvez experimentem a heurística da disponibilidade) e porque geralmente supõem que são semelhantes aos seus colegas. Isso pode resultar em dados distorcidos de alguns estudos sobre o efeito de falso consenso.[carece de fontes?]